# Buxières-les-Mines
Buxières-les-Mines és un municipi francès, situat al departament de l'Alier i a la regió d'Alvèrnia-Roine-Alps. L'any 2007 tenia 1.079 habitants.

## Demografia

### Població
El 2007 la població de fet de Buxières-les-Mines era de 1.079 persones. Hi havia 473 famílies de les quals 150 eren unipersonals (75 homes vivint sols i 75 dones vivint soles), 177 parelles sense fills, 122 parelles amb fills i 24 famílies monoparentals amb fills.
La població ha evolucionat segons el següent gràfic:
Habitants censats

### Habitatges
El 2007 hi havia 691 habitatges, 481 eren l'habitatge principal de la família, 110 eren segones residències i 101 estaven desocupats. 653 eren cases i 37 eren apartaments. Dels 481 habitatges principals, 355 estaven ocupats pels seus propietaris, 111 estaven llogats i ocupats pels llogaters i 15 estaven cedits a títol gratuït; 8 tenien una cambra, 41 en tenien dues, 112 en tenien tres, 161 en tenien quatre i 158 en tenien cinc o més. 330 habitatges disposaven pel capbaix d'una plaça de pàrquing. A 230 habitatges hi havia un automòbil i a 163 n'hi havia dos o més.

### Piràmide de població
La piràmide de població per edats i sexe el 2009 era:
| Homes | Edats   | Dones |
| ----- | ------- | ----- |
| 0     | 95 o +  | 0     |
| 0     | 90 a 94 | 8     |
| 16    | 85 a 89 | 28    |
| 8     | 80 a 84 | 24    |
| 28    | 75 a 79 | 32    |
| 60    | 70 a 74 | 52    |
| 68    | 65 a 69 | 68    |
| 44    | 60 a 64 | 24    |
| 28    | 55 a 59 | 32    |
| 28    | 50 a 54 | 24    |
| 32    | 45 a 49 | 32    |
| 28    | 40 a 44 | 36    |
| 36    | 35 a 39 | 20    |
| 36    | 30 a 34 | 32    |
| 36    | 25 a 29 | 36    |
| 36    | 20 a 24 | 32    |
| 16    | 15 a 19 | 48    |
| 44    | 10 a 14 | 20    |
| 32    | 5 a 9   | 16    |
| 8     | 0 a 4   | 28    |

## Economia
El 2007 la població en edat de treballar era de 598 persones, 365 eren actives i 233 eren inactives. De les 365 persones actives 300 estaven ocupades (164 homes i 136 dones) i 64 estaven aturades (34 homes i 30 dones). De les 233 persones inactives 101 estaven jubilades, 42 estaven estudiant i 90 estaven classificades com a «altres inactius».

### Ingressos
El 2009 a Buxières-les-Mines hi havia 530 unitats fiscals que integraven 1.143,5 persones, la mediana anual d'ingressos fiscals per persona era de 13.769 €.

### Activitats econòmiques
Dels 42 establiments que hi havia el 2007, 1 era d'una empresa extractiva, 1 d'una empresa alimentària, 3 d'empreses de fabricació d'altres productes industrials, 8 d'empreses de construcció, 9 d'empreses de comerç i reparació d'automòbils, 3 d'empreses de transport, 2 d'empreses d'hostatgeria i restauració, 1 d'una empresa d'informació i comunicació, 1 d'una empresa financera, 4 d'empreses de serveis, 4 d'entitats de l'administració pública i 5 d'empreses classificades com a «altres activitats de serveis».
Dels 15 establiments de servei als particulars que hi havia el 2009, 1 era una oficina de correu, 1 una oficina bancària, 2 tallers de reparació d'automòbils i de material agrícola, 4 paletes, 1 guixaire pintor, 1 lampisteria, 1 electricista, 1 empresa de construcció, 1 perruqueria i 2 restaurants.
Dels 4 establiments comercials que hi havia el 2009, 1 era una botiga de menys de 120 m², 1 una fleca, 1 una carnisseria i 1 una llibreria.
L'any 2000 a Buxières-les-Mines hi havia 42 explotacions agrícoles que ocupaven un total de 3.200 hectàrees.

## Equipaments sanitaris i escolars
El 2009 hi havia 1 centre de salut, 1 farmàcia i 1 ambulància.
El 2009 hi havia una escola elemental integrada dins d'un grup escolar amb les comunes properes formant una escola dispersa.

## Poblacions més properes
El següent diagrama mostra les poblacions més properes.